# Diocèse de Covington

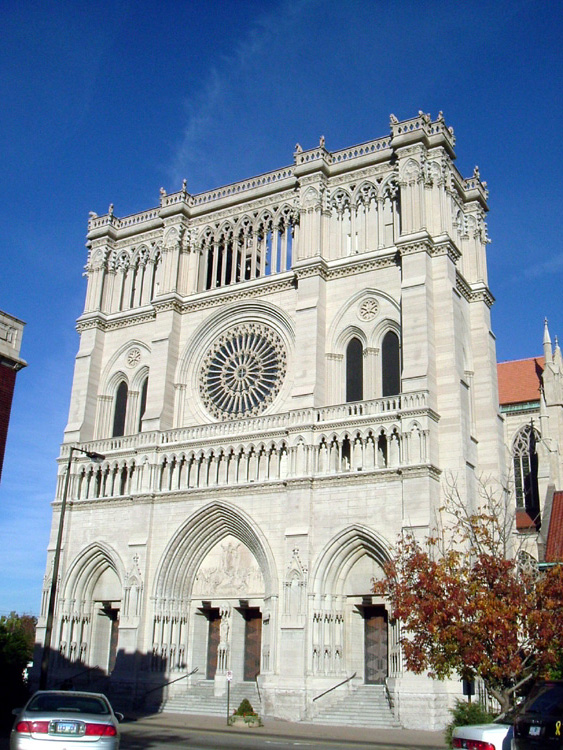
Façade de la cathédrale de l'Assomption.

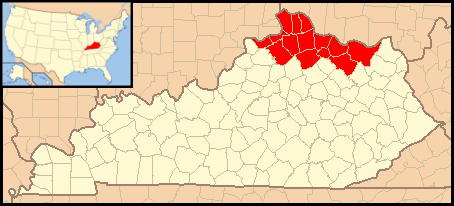
Localisation.

Le diocèse de Covington (Dioecesis Covingtonensis) est une circonscription ecclésiastique de l'Église catholique aux États-Unis. Suffragant de l'archidiocèse de Louisville le diocèse compte, en 2016, 88.874 baptisés pour 526.378 habitants. Il est gouverné par Mgr John C. Iffert.

## Territoire
Le diocèse comprend quatorze comtés de la partie septentrionale du Kentucky : Boone, Bracken, Campbell, Carroll, Fleming, Gallatin, Grant, Harrison, Kenton, Lewis, Mason, Owen, Pendleton et Robertson.
Le siège épiscopal est à Covington, où se trouve la cathédrale de l'Assomption (dont la façade copie celle de Notre-Dame de Paris). Covington se trouve sur l'autre rive de l'Ohio en face de Cincinnati dont il forme maintenant une banlieue.
Le territoire s'étend sur 8.696 km² et est subdivisé en 47 paroisses.

## Histoire
Érigé le 29 juillet 1853 par le bref apostolique Apostolici ministerii de Pie IX, le diocèse reçoit son territoire du diocèse de Louisville (aujourd'hui archidiocèse). Le premier évêque en est le Mgr George A. Carrell, un jésuite.
À l'origine, il était suffragant de l'archidiocèse de Cincinnati, et le 10 décembre 1937 il fait partie de la province ecclésiastique de Louisville.
Le 14 janvier 1988, il a cédé une portion de territoire pour le nouveau diocèse de Lexington.

## Statistiques
- En 1950, le diocèse comptait 72.000 baptisés pour 1.350.466 habitants (5,3%), 162 prêtres (138 diocésains et 24 réguliers), 30 religieux et 795 religieuses dans 75 paroisses
- En 1966, le diocèse comptait 92.500 baptisés pour 1.303.000 habitants (7,1%), 234 prêtres (214 diocésains et 20 réguliers), 37 religieux et 1.020 religieuses dans 85 paroisses
- En 1976, le diocèse comptait 104.500 baptisés pour 1.500.000 habitants (7%), 197 prêtres (177 diocésains et 20 réguliers), 32 religieux et 981 religieuses dans 83 paroisses

Après scission du diocèse:
- En 1990, le diocèse comptait 79.995 baptisés pour 398.200 habitants (20,1%), 125 prêtres (123 diocésains et 2 réguliers), 10 diacres permanents, 12 religieux et 528 religieuses dans 51 paroisses
- En 2000, le diocèse comptait 86.031 baptisés pour 401.127 habitants (21,4%), 96 prêtres (95 diocésains et 1 régulier), 23 diacres permanents, 7 religieux et 418 religieuses dans 47 paroisses
- En 2006, le diocèse comptait 92.250 baptisés pour 471.000 habitants (19,6%), 92 prêtres (83 diocésains et 9 réguliers), 28 diacres permanents, 16 religieux et 346 religieuses dans 47 paroisses
- En 2016, le diocèse comptait 88.874 baptisés pour 526.378 habitants (16,9%), 99 prêtres (87 diocésains et 12 réguliers), 39 diacres permanents, 17 religieux et 263 religieuses dans 47 paroisses[2].

## Éducation
- Thomas More University